# Chrysler 300
Ne doit pas être confondu avec les premières séries de Chrysler 300 (lettrées)
La Chrysler 300 est une grande routière produite par le constructeur automobile américain Chrysler. Produite de 2004 à 2023, elle connait deux générations.
La première génération est commercialisée en berline et en break, et la seconde génération est produite uniquement en berline. En Europe, la seconde génération est commercialisée sous la dénomination Lancia Thema, sauf au Royaume-Uni et en Irlande où elle est vendue par Chrysler.
En avril 2003, Chrysler dévoile le concept-car 300C lors du Salon de l'automobile de New York. Le versions de série, berline et Touring, sont présentées en septembre 2003 lors du Salon de l'automobile de Francfort. Avec un design marqué par le néo-rétro, un retour au moteur V8 et à la propulsion, le vice président senior du design de Chrysler Trevor Creed déclare pour cette berline vouloir « revenir aux lignes fières et puissantes qui ont autrefois fait des automobiles américaines un modèle de design unique, et le faire d'une manière résolument moderne ».
Commercialisée à l'international, la première génération est construite dans l'usine de Brampton au Canada, de Graz en Autriche et de Beijing en Chine. La seconde génération n'est produite que dans l'usine de Brampton.
La Chrysler 300 connait deux générations, de 2005 à 2011, et de 2011 à 2023. Aucun modèle ne lui succède.

## Première génération (2005-2011)

### Conception et production

#### Contexte
La Chrysler 300 hérite d'une lignée de berlines de luxe à V8 en position avant et à propulsion arrière, et qui commence dans les années 1940 avec la Chrysler Saratoga et la Chrysler New Yorker, suivies par la Chrysler Windsor, la Chrysler Newport, la Chrysler Cordoba, et la dernière berline à propulsion arrière, la Chrysler Fifth Avenue, dont la production a pris fin en 1989.

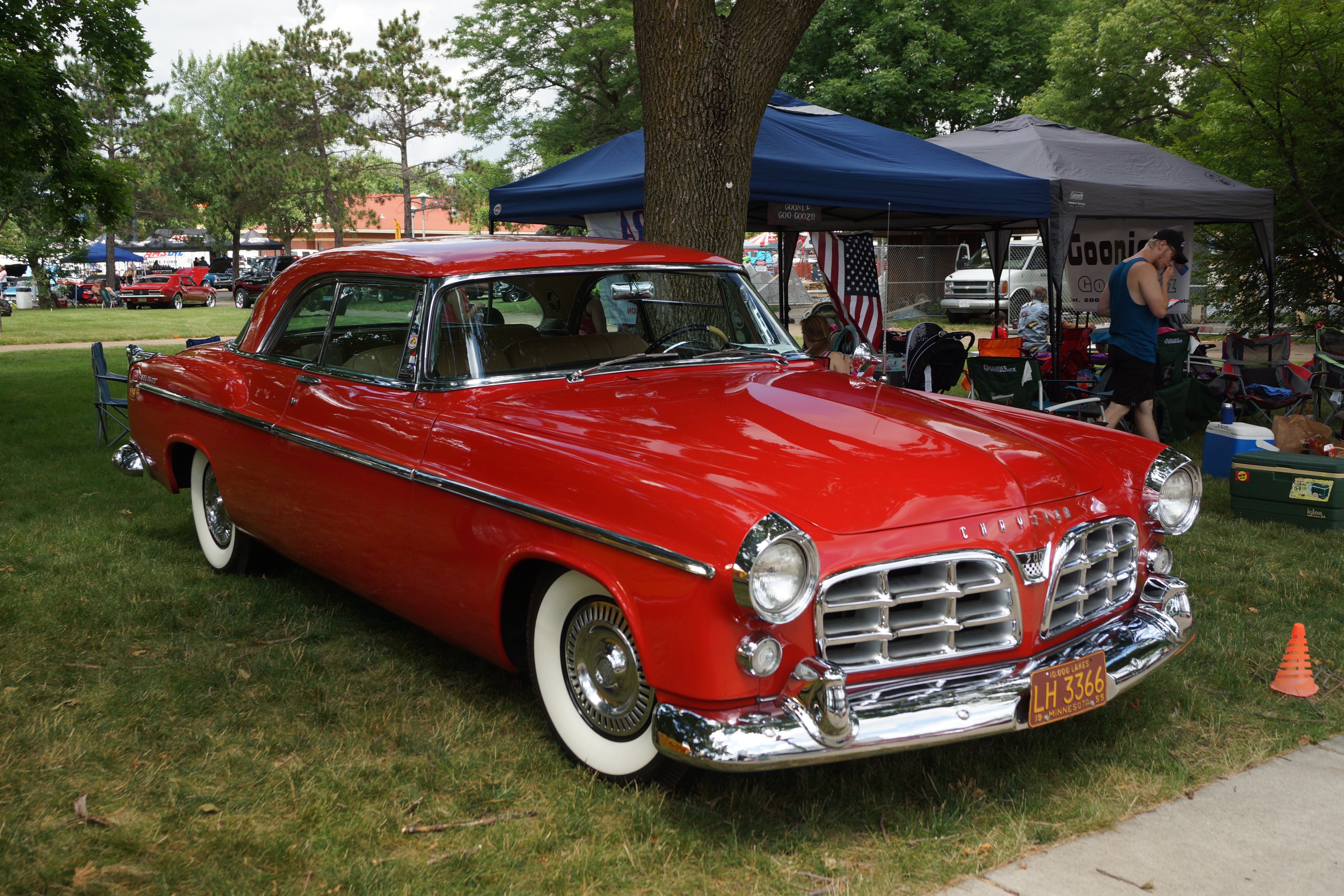
Chrysler C-300, première de la lignée des modèles 300 qui inspire alors le concept de 2003.

Le nom 300 remonte à 1955, année à laquelle Chrysler sort le modèle C-300, 300 signifiant 300 chevaux. C'est la première 300 d'une série de 12 voitures sorties chaque année de 1955 (C-300) à 1965 (300L).

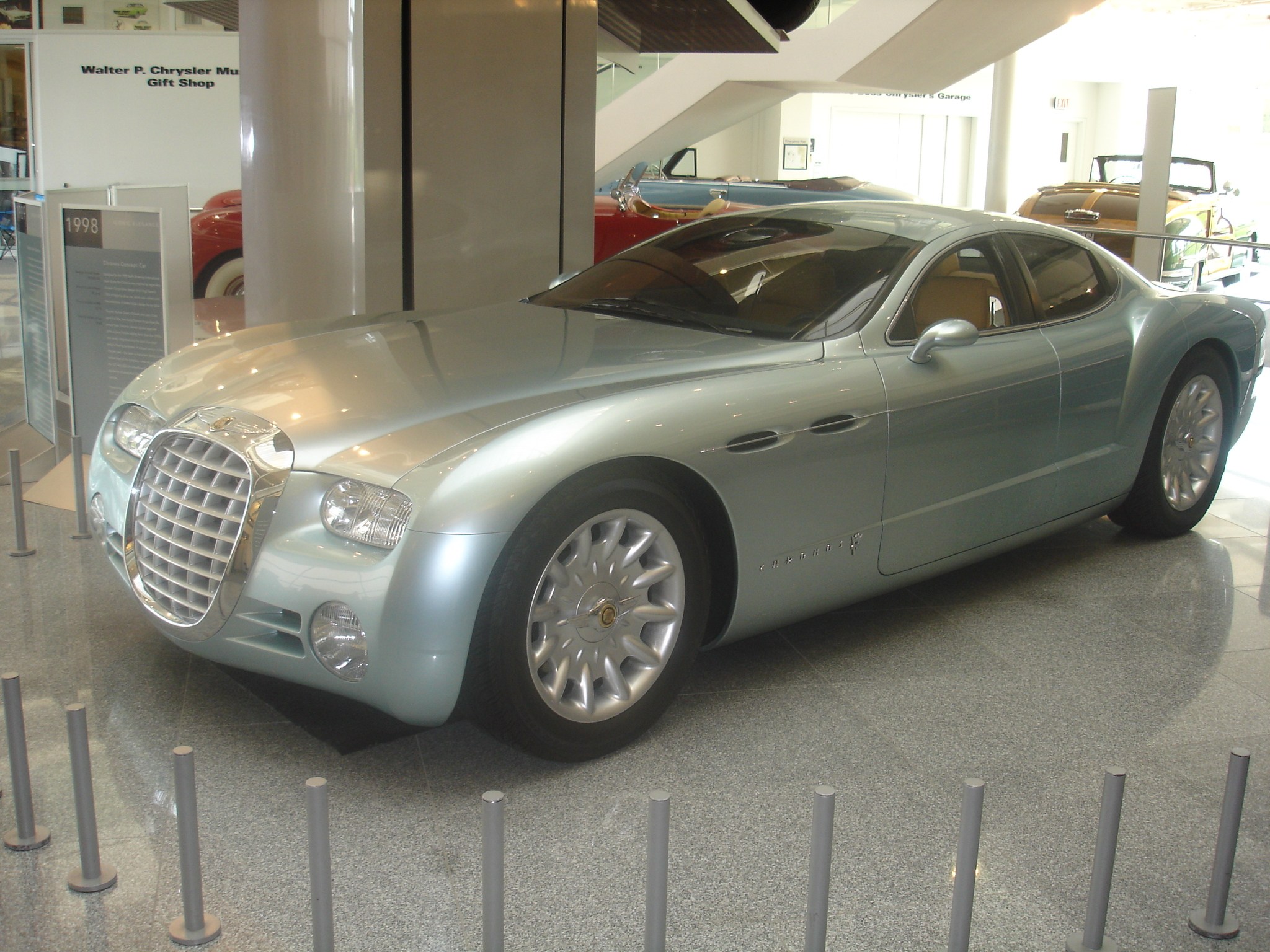
Chrysler Chronos, concept-car préfigurant le style de la 300.

Au cours de la décennie précédant la 300 de 2004, la marque Chrysler propose dans ses nouveaux modèles et concept-cars un design néo-rétro s'inspirant des modèles des années 50. Le premier modèle découlant de cette stratégie est le Chrysler PT Cruiser, suivi par la Crossfire. Plusieurs concepts inspirent alors le design de la 300, notamment la Chronos. L'objectif mené par le constructeur américain est d'adopter un positionnement davantage premium, Tom Marinelli, vice-président du marketing pour Chrysler, déclare que « la Pacifica, la Crossfire et maintenant la 300C font partie d’une stratégie globale visant à faire passer Chrysler dans le haut de gamme, tout en élargissant le portefeuille de la marque avec des offres qui perpétuent la tradition d’innovation et d’accessibilité ».

#### Développement et conception
La 300 est tout d'abord présentée sous forme de concept au salon de l'automobile de New York de 2003 avec un design signé par Burke Brown et Ralph Gilles. Ce concept marque pour la Chrysler le retour à la configuration moteur V8 - propulsion.
La version définitive est présentée au salon de l'automobile de Francfort en septembre 2003, en berline et en break, dénommé Touring. Elle entre en production en janvier 2004 pour l'année modèle 2005, avec un design inchangé par rapport au concept. La Chrysler 300 est conçue comme une interprétation moderne de la Chrysler C-300 (et de la série des modèles 300 ayant suivi), reprenant notamment une grande calandre, un long capot et une ligne de toit basse avec une ligne de caisse haute qui est mise en évidence sur ces véhicules. Le style conserve de nombreux éléments du concept car Chrysler Chronos de 1998, tels que les accents intérieurs chromés et une finition écaille de tortue sur le volant et le pommeau de levier de vitesses.C'est le dernier véhicule Chrysler conçu sous Tom Gale lors de sa retraite de DaimlerChrysler en décembre 2000,
La Chrysler 300 est basée sur la plate-forme LX à propulsion de Chrysler avec des composants dérivés de l'architecture LH de Chrysler. Burke Brown, chef du développement de la plate-forme LX, affirme que pour le développement de cette plateforme, des ingénieurs sont envoyés par Chrysler en Allemagne pour étudier la conception de la Mercedes-Benz Classe E W211. Bénéficiant ainsi du partage de pièces lié au groupe Daimler-Chrysler, la 300 emprunte plusieurs éléments à Mercedes-Benz. Des composants et la conception de certaines pièces sont notamment dérivés de cette génération de Classe E : le berceau arrière et la conception de la suspension arrière indépendante à 5 bras, la conception de suspension avant à double triangulation avec une géométrie de suspension avant à bras courts et longs dérivée de la Mercedes-Benz Classe S (W220). La transmission NAG1 W5A580 à cinq vitesses, le différentiel arrière, l'arbre de transmission, les systèmes ESP et ABS, le système de direction, l'architecture électrique du CAN Bus (calculateurs) et l'électronique de l'habitacle, y compris d'autres modules électroniques et moteurs sont dérivés de composants Mercedes-Benz. De plus, certains éléments intérieurs tels que les commodos du régulateur de vitesse et des clignotants, les commandes des sièges, les cadres de siège, les commandes de climatisation, et le faisceau de câbles sont des composants Mercedes-Benz. Les modèles à transmission intégrale ont également bénéficié de l'utilisation du système 4MATIC de Mercedes-Benz, y compris des composants de la boîte de transfert.
Elle est proposée internationalement en berline, et en version break (Touring) uniquement en Europe. Elle est assemblée dans l'usine de Brampton (Ontario) au Canada pour le marché nord-américain, et celle de Graz pour le marché européen. Elle succède à la Chrysler 300M et à la Chrysler Concorde, voitures à la ligne beaucoup plus fine comparée à la ligne plus carrée de la 300C.

### Gamme de modèles
Les déclinaisons de la 300 sont très différentes que l'on soit en Europe ou en Amérique du Nord.
En Europe, trois finitions existent :
- la 300C en berline qui se décline en plusieurs finitions (20e anniversaire, Walter P, etc.)
- la 300C SRT8 en berline
- la 300C Touring signifiant "break"

En Amérique du Nord, il existe plusieurs finitions, toutes en berline puisque le break y est commercialisé sous le nom de Dodge Magnum :
- la 300 "Classic" (propulsion uniquement)
- la 300 Touring (disponible en 4 roues motrices ou propulsion)
- la 300 Limited (disponible en 4 roues motrices ou propulsion)
- la 300C, celle vendue en Europe (disponible en 4 roues motrices ou propulsion)
- la 300C SRT8 (propulsion uniquement)

#### Base

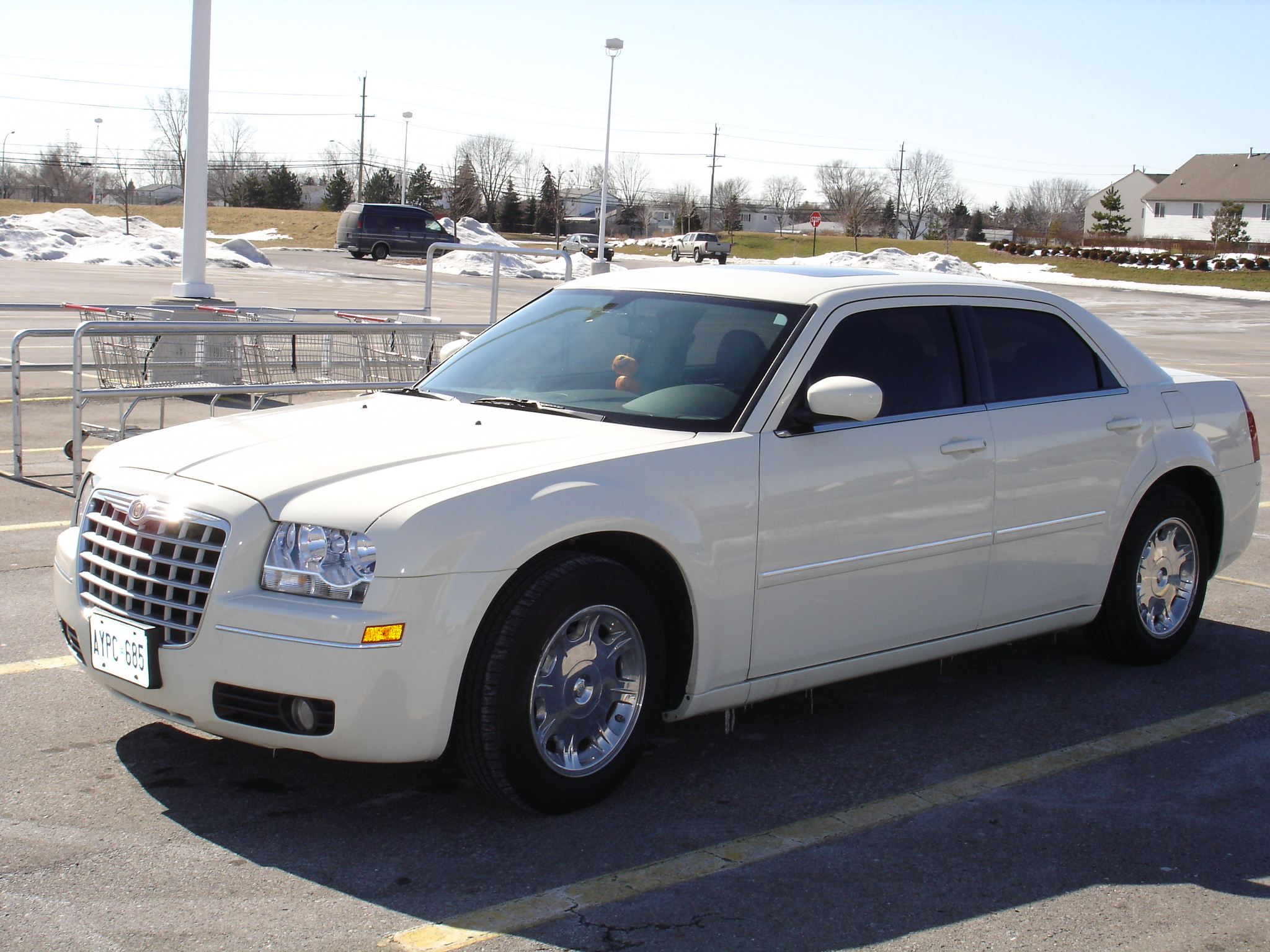
Chrysler 300

La 300 de base (ou 300C dans certains pays) est livrée avec des roues standards de 17 pouces, enjoliveurs, freins à disque aux quatre roues, lecteur MP3 à disque unique, prise d'entrée auxiliaire, siège conducteur électrique et une transmission automatique à quatre vitesses. Elle utilise un V6 EER de 2 736 cm3 développant 190 ch (142 kW). Au Canada, elle est livrée de série avec le moteur V6 de 3 518 cm3 du modèle Touring. Le véhicule est livré en standard en propulsion mais est disponible en traction intégrale. Le modèle 300 de base a été renommé LX pour 2008 et reste le nom de code de la plate-forme.
Cette version n'est pas vendue en Europe, mais tous les modèles européens sont livrés avec la carrosserie et l'intérieur de la version 300C.

#### Touring
Le modèle Touring utilise un V6 de 3 518 cm3, produisant 250 ch (186 kW) et 339 N m de couple, soit une transmission à 4 ou 5 vitesses selon l'année et la configuration du variateur et est livrée avec des roues en aluminium de 17 pouces, Radio AM / FM avec lecteur CD et prise audio auxiliaire, Electronic Stability Program (ESP), entrée sans clé à distance, sièges garnis de cuir et radio satellite SIRIUS. Ce modèle est renommé Touring Plus pour les années modèles 2009 et 2010.

#### Limited
Le modèle Limited comprend le moteur V6 de 3,5 L du modèle Touring, générant 250 ch (186 kW) et 339 N m et soit une transmission à 4 ou 5 vitesses selon l'année et la configuration du variateur. Elle s'équipe de roues en aluminium chromé de 18 pouces, et de barres anti-roulis.

#### 300C
La version 300C haut de gamme utilise un V8 Hemi de 5,7 L. Utilisant le MultiDisplacement System (MDS), ce moteur peut fonctionner sur quatre cylindres lorsque moins de puissance est nécessaire afin de réduire la consommation totale de carburant. La consommation de carburant de la 300C, évaluée par l'USEPA, est de 16 litres aux 100 km en ville, et 10 litres aux 100 km sur autoroute. Lorsque les huit cylindres sont nécessaires, la 300C peut produire 340 ch (254 kW) et 529 N m de couple. Elle utilise une transmission automatique à cinq vitesses et est livrée de série avec des jantes en alliage chromé de 18 pouces, le système d'infodivertissement MyGIG de Chrysler, la radio satellite SIRIUS et la télévision à l'arrière à partir de 2008. Il y a deux bougies d'allumage par cylindre pour favoriser une combustion efficace du mélange air / carburant et ainsi réduire les émissions. En 2009-2010, la puissance est portée à 360 ch (268 kW; 365 PS).

#### SRT-8

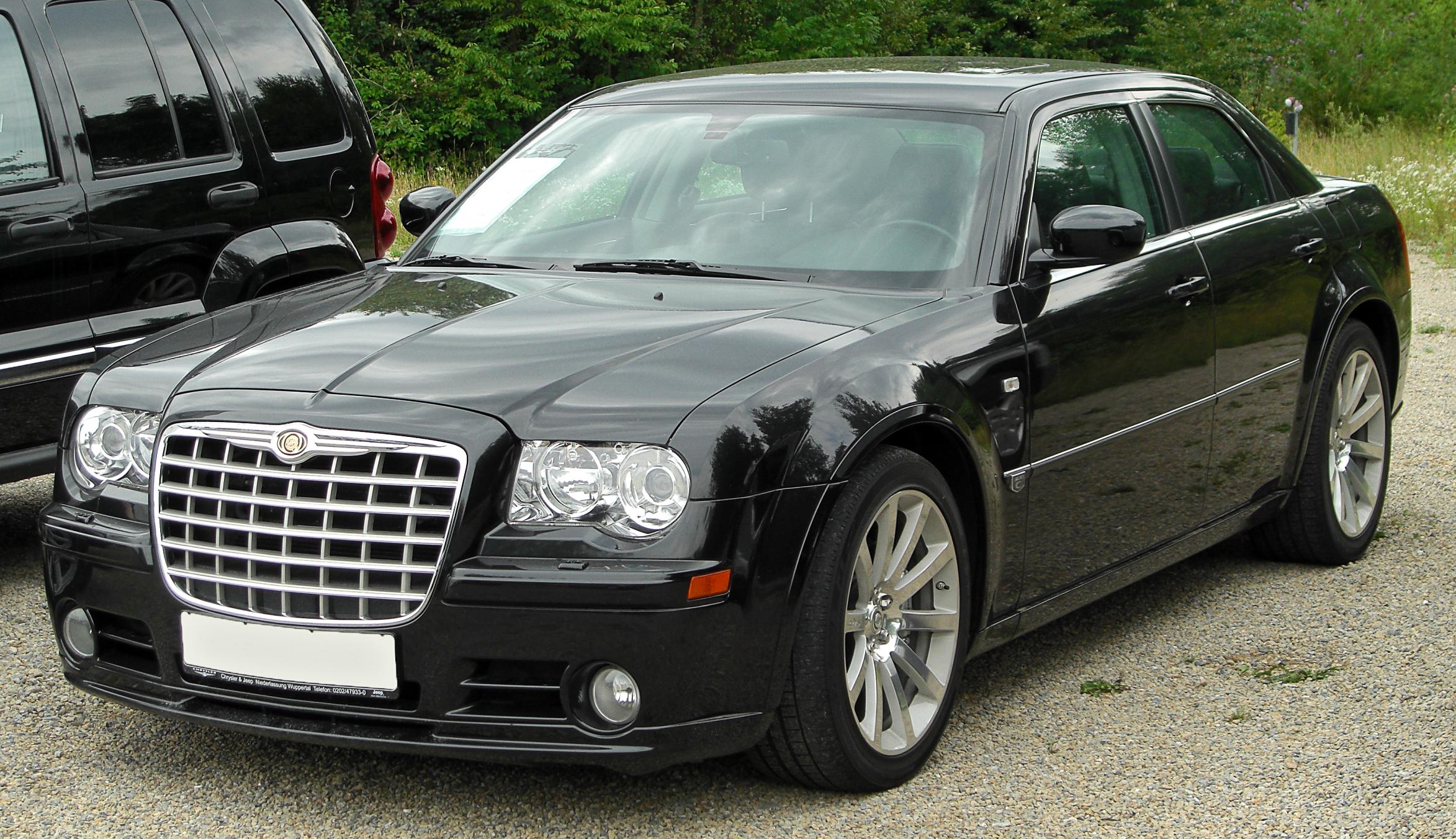
Chrysler 300C SRT8

Le modèle SRT-8 est équipé d'un moteur Hemi de 6,1 litres développant 317 kW (431 ch) à 6 200 tr/min et 569 N m de couple à 4 800 tr/min. La SRT8 peut accélérer de 0 à 97 km/h en 4,9 secondes.

### Caractéristiques

#### Motorisations
Plusieurs motorisations essence sont proposées sur la 300, et une seule motorisation diesel.
Internationalement, 4 motorisations essence sont disponibles. En Europe et en Australie, la 300C est disponible à partie de 2006 avec un moteur V6 diesel Mercedes-Benz de 3.0 L (code interne OM642) de 160 kW (215 ch) à 3 800 tr/min et 510 N m de couple à 1 600 tr/min. La consommation de carburant pour la 300C diesel est évaluée à 9,0 litres aux 100 km en ville, 5,50 litres aux 100 km sur autoroute et 6,74 litres aux 100 km en cycle mixte. Elle peut accélérer de 0 à 97 km/h en 7,9 secondes tandis que la vitesse de pointe reste la même que celle du V6 essence : 225 km/h.
| Modèle et boîte                                         | Construction | Moteur                | Cylindrée         | Performance                    | Couple                 | 0 à 100 km/h | Vitesse maximale   | Consommation* et émissions de CO2 |
| ------------------------------------------------------- | ------------ | --------------------- | ----------------- | ------------------------------ | ---------------------- | ------------ | ------------------ | --------------------------------- |
| 300 (LX) V6 2.7 EER (boîte auto. 4)                     | 2004 - 2011  | 6 cylindres en V EER  | 2 736 cm3 (2,7 L) | 142 kW (193 ch) à 6 400 tr/min | 258 N m à 4 000 tr/min | 11,1 s       | 209 km/h           | 10,8 L/100 km 250 g/km            |
| 300 (Touring - Limited) V6 3.5 EGG (boîte auto. 4 ou 5) | 2004 - 2011  | 6 cylindres en V EGG  | 3 518 cm3 (3,5 L) | 186 kW (253 ch) à 6 400 tr/min | 340 N m à 4 000 tr/min | 9,2 s        | 219 km/h           | 11,1 L/100 km 262 g/km            |
| 300 C V8 5.7 Hemi (boîte auto. 5)                       | 2004 - 2011  | 8 cylindres en V Hemi | 5 654 cm3 (5,7 L) | 254 kW (345 ch) à 5 000 tr/min | 525 N m à 4 000 tr/min | 6,2 s        | 250 km/h (limitée) | 12,3 L/100 km 291 g/km            |
| 300C SRT-8 V8 6.1 Hemi (boîte auto. 5)                  | 2005 - 2010  | 8 cylindres en V Hemi | 6 063 cm3 (6,1 L) | 317 kW (431 ch) à 6 000 tr/min | 570 N m à 4 600 tr/min | 5,3 s        | 265 km/h           | 14 L/100 km 330 g/km              |

| Modèle et boîte                  | Construction | Moteur                 | Cylindrée         | Performance                    | Couple                          | 0 à 100 km/h | Vitesse maximale | Consommation* et émissions de CO2 |
| -------------------------------- | ------------ | ---------------------- | ----------------- | ------------------------------ | ------------------------------- | ------------ | ---------------- | --------------------------------- |
| 300C V6 3.0L CRD (boîte auto. 5) | 2005 - 2010  | 6 cylindres en V OM642 | 2 987 cm3 (3,0 L) | 160 kW (218 ch) à 3 800 tr/min | 510 N m de 1 600 à 2 800 tr/min | 7 s          | 230 km/h         | 8,1 L/100 km 215 g/km             |

* : Consommation en cycle mixte (L/100 km).
Les moteurs essence sont d'origine Chrysler, tandis que le moteur diesel provient de Mercedes-Benz.
Le V6 2,7 litres est le moteur le moins puissant de la gamme. Dans cette version EER, il développe 193 ch à 6 400 tr/min et 258 N m à 4 000 tr/min. Son bloc et ses deux culasses sont en aluminium, avec des chemises de cylindre en fonte, et possède 24 soupapes.
Le V6 3,5 litres développe quant-à-lui 253 ch à 6 400 tr/min, et 340 N m à 4 000 tr/min. Il s'agit de la version EGG.
Le V6 3.0 diesel OM 642 est fourni par Mercedes-Benz. 
Le 5,7 litres et le 6,1 litres sont des V8 Hemi de Chrysler.

### Autres variantes

#### Break

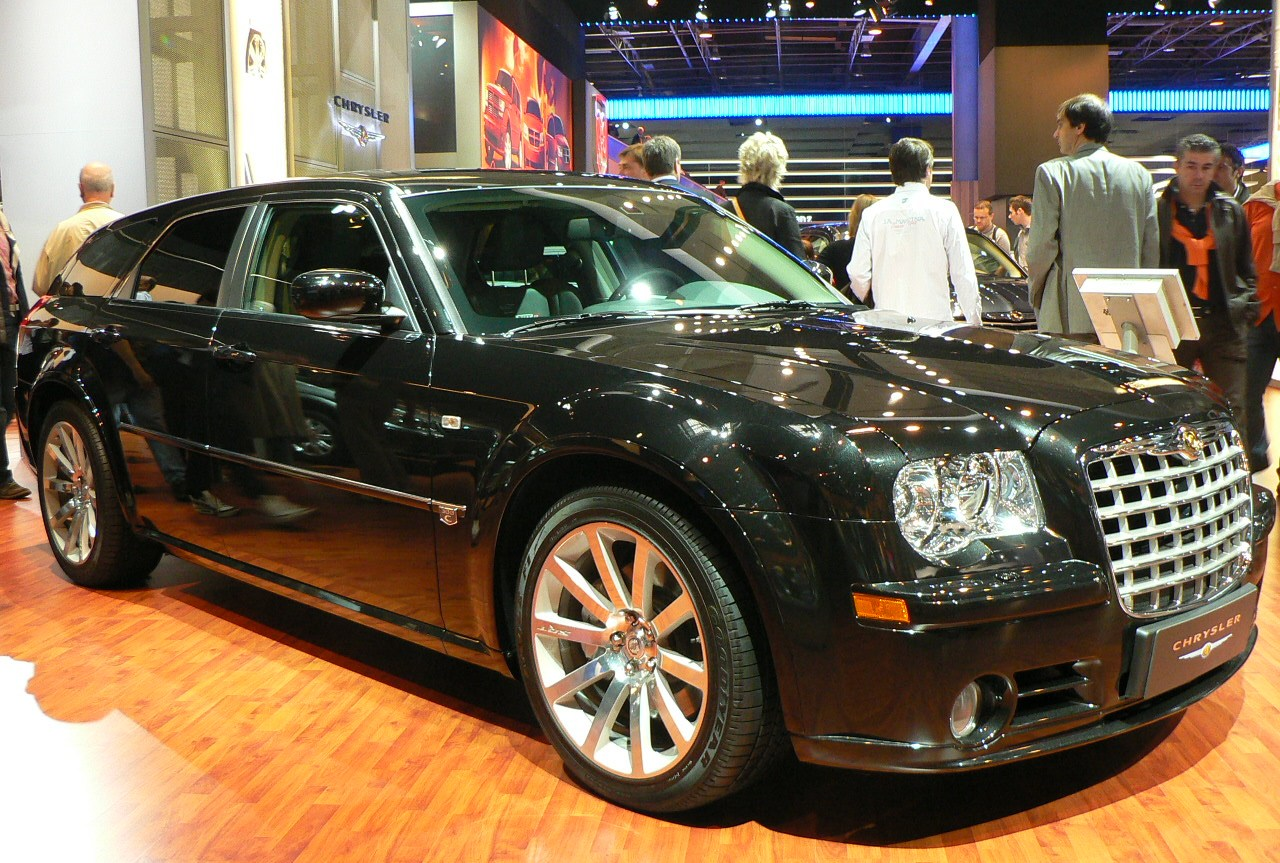
Chrysler 300C Touring
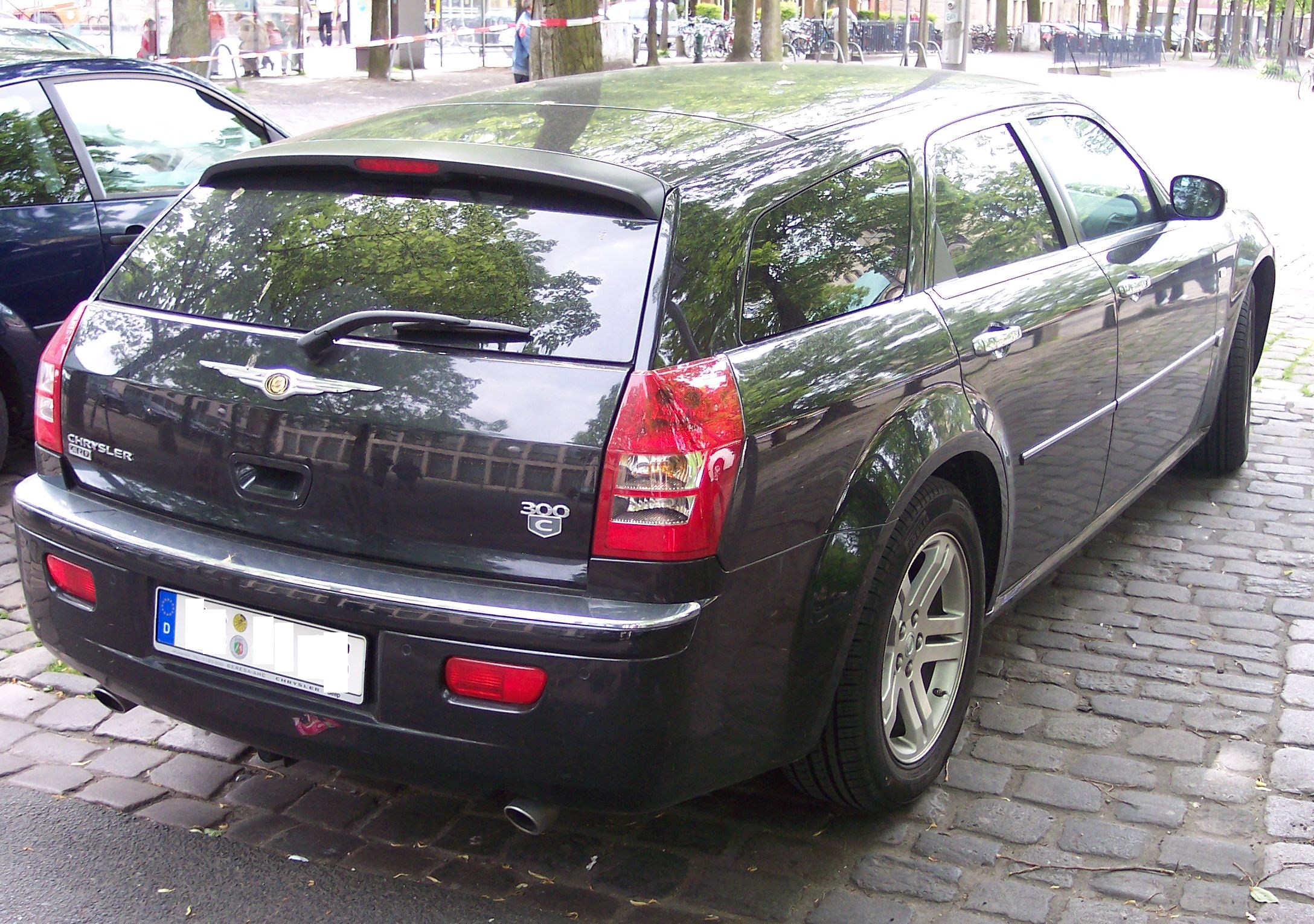
Chrysler 300C Touring, vue arrière.

Le break à 5 portes est vendu en Europe, en Australie et au Japon sous le nom de 300C Touring (à ne pas confondre avec le niveau de finition "Touring" de la berline nord-américaine), qui partage une grande partie de sa carrosserie à l'arrière des piliers C et ses jantes avec la Dodge Magnum. 

#### SRT-Design
Les modèles britanniques de 2008 comprennent le modèle 300C SRT-Design en berline ou en carrosserie Touring, qui comprenait des jantes SRT en alliage de 20 pouces et des enjoliveurs de passage de roue, une calandre en maille chromée, la navigation par satellite MyGIG, le volant SRT-8, les sièges SRT-8 sport en cuir et des détails intérieurs en fibre de carbone.

#### ASC Helios 300
ASC créé une version décapotable de la Chrysler 300C, surnommé ASC Helios 300 et la dévoile au North American International Auto Show au début de 2005. Malgré les rumeurs, Chrysler confirma que le véhicule ne serait pas produit,.

#### 300 Executive Series
300 Walter P. Chrysler Executive Series : Il s'agit d'une version à empattement allongé présentée au Salon de l'auto de New York 2006. Elle ajoute 152 mm à l'habitacle arrière. La longueur totale de l'empattement est de 3 200 mm pour cette édition.

#### 300C Heritage Edition
La Chrysler 300C Heritage Edition fait ses débuts en 2006 et est une finition axée sur la performance qui utilise le V8 Hemi de 5.7L et avec des indices de style des Chrysler 300 "lettrées" des années 1950 et 1960.

### Réception et héritage
La Chrysler 300 apparaît dans plusieurs épisodes de la série Desperate Housewives, appartenant à Bree Van de Kamp (interprétée par Marcia Cross). 
Aux États-Unis, la 300C connait une vague de popularité au milieu des années 2000, aidé par des propriétaires célèbres (l'ancien président des États-Unis, Barack Obama, possédait une Chrysler 300 qu'il a d'ailleurs revendu sur Ebay) et des apparitions dans des clips. En 2004, le rappeur Snoop Dogg appelle le PDG de Chrysler, Dieter Zetsche, pour lui demander sa propre 300C; il est apparu plus tard dans une publicité pour la voiture aux côtés de Lee Iacocca. La 300C est classée n°12 dans un article de Complex.com, "Les 25 voitures hip-hop les plus emblématiques" en raison de sa popularité dans de nombreux clips de hip-hop après son introduction. Le concepteur de la Chrysler 300, Ralph Gilles, a réfléchi sur le succès du véhicule en 2008, affirmant que la "300 s'est avérée être une sorte d'icône pour Chrysler".
Au Royaume-Uni, l'équipe Top Gear de la BBC décrit la 300C comme "quelque chose de différent avec un peu de gangster kitsch cool". Ils saluent l'intérieur spacieux, l'équipement et le bas prix tout en critiquant la qualité des matériaux, la conduite, la direction et le faible couple moteur. Le modèle de première génération est populaire auprès des acheteurs britanniques qui la considèrent comme la "Bentley du pauvre".
Sur l'album hip-hop Views de l'artiste Drake, la chanson "Keep The Family Close" fait référence à la Chrysler 300 avec les paroles: "Je t'ai toujours vu pour ce que tu aurais pu être / Depuis que tu m'as rencontré / Comme quand Chrysler a fabriqué cette voiture qui ressemblait à la Bentley".

### Récompenses
La Chrysler 300 gagne le Trophée de la Voiture de l'Année Motor Trend en 2005. Elle figure sur la liste des dix meilleures de Car and Driver pour 2005 et 2006,. Automobile Magazine la nomme Automobile de l'année.
Elle remporte également le prix de la voiture nord-américaine de l'année. Elle est élue voiture canadienne de l'année par des journalistes automobiles en tant que meilleure nouvelle voiture de luxe.
Elle reçoit de nombreuses autres distinctions au cours de sa première année, elle est promue comme étant l'une des voitures les plus primées. La 300C a également été incluse dans les finalistes de la voiture mondiale de l'année 2005, mais le total des points finaux la place à la cinquième place, à égalité avec la BMW Série 1.

## Deuxième génération LX (2011-2023)

### Histoire
Après la reprise du groupe Chrysler par Fiat et grâce à une refonte générale du modèle, la deuxième génération est présentée en novembre 2010. La production débute pour les États-Unis et le Canada dès le 7 janvier 2011. Elle reprend le moteur V8 du modèle précédent, mais les V6 sont remplacés par le nouveau 3.6 Pentastar.
En février 2011, Fiat annonce que ce modèle sera commercialisé en Europe, sauf en Grande-Bretagne, sous le badge Lancia en tant que Lancia Thema dans le courant de l'année 2011, avec le moteur V6 essence Pentastar et un nouveau V6 diesel provenant de sa filiale VM Motori.
Cependant, la Lancia Thema vit sa carrière prendre fin en 2014 à la suite de ventes particulièrement décevantes.
Son prix de base s'élève à 40 895 $.

### Design extérieur
Les changements extérieurs comprenaient de la tôle révisée, piliers de toit plus minces, un pare-brise plus incliné, projecteur de phares bi-xénon HID, bandes LED de jour dans les phares, nouveaux feux arrière avec LED et une calandre avant à fentes horizontales avec une version mise à jour de l'emblème d'ailes de la marque Chrysler. Les options comprenaient un toit ouvrant panoramique à double vitrage et des roues de 20 pouces en aluminium poli.

### Équipements

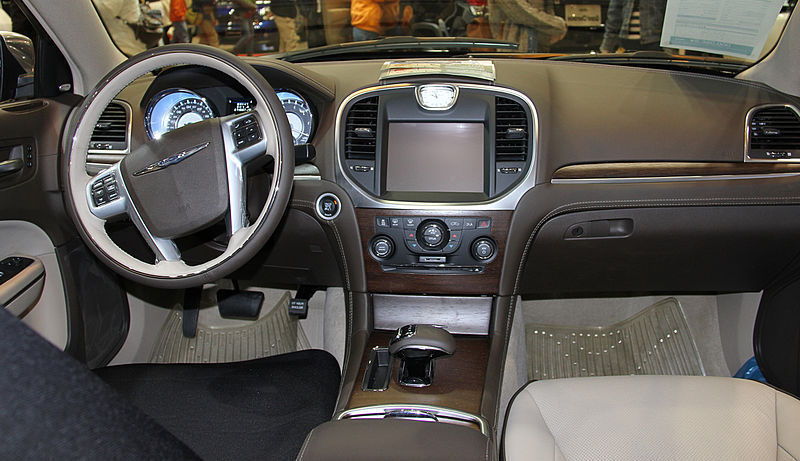
Intérieur de la 300C II

La 300 II inclut des équipements tels que le régulateur de vitesse adaptatif avec arrêt complet, le système anti-collision, l'alerte de franchissement involontaire de ligne, les systèmes Uconnect: streaming audio Bluetooth, commande vocale, GPS 3D et Apple CarPlay.
La nouvelle 300 est, par ailleurs, saluée pour sa finition intérieure d'un niveau premium.

### Variantes
Le modèle de 2011 était offert dans les niveaux de finition Touring, Limited, 300C et 300C AWD. Les versions Touring et Limited comprenaient le V6 Pentastar, tandis que la gamme 300C offrait en standard un HEMI de 5.7.
Un nouveau niveau de finition de luxe, la 300C Executive Series, a été introduit aux côtés d'une nouvelle version 300S au Salon international de l'auto de New York 2011. La 300S, sur le thème du sport, comportait un traitement noir pour la calandre et les phares, roues de 20 pouces en aluminium poli avec poches peintes en noir, système audio Beats by Dr. Dre à 10 haut-parleurs et palettes au volant. L'Executive / Luxury Series été également vendue en Europe, rebaptisée Lancia Thema de 2011 à 2014.

#### SRT

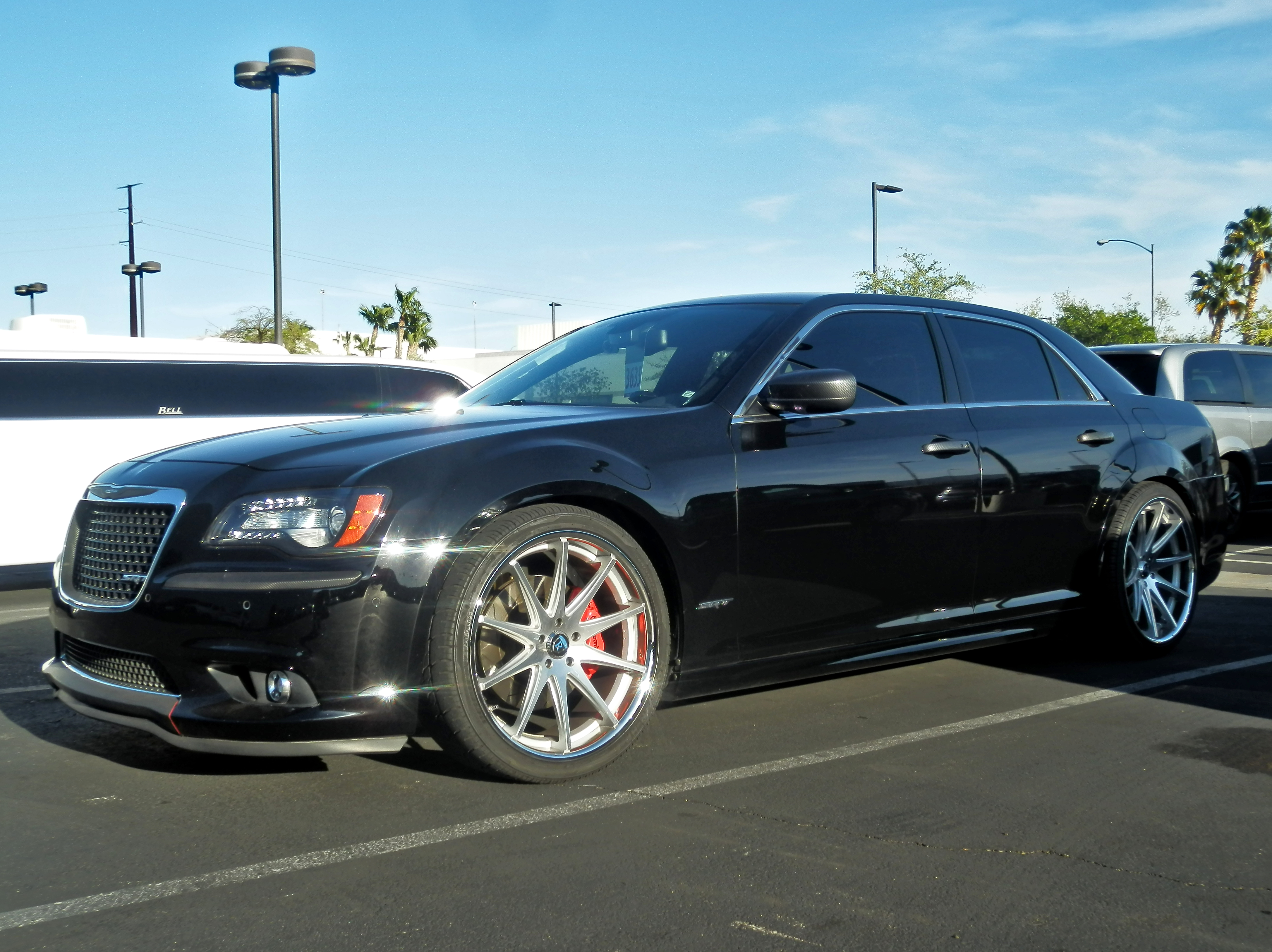
Chrysler 300 SRT

Une version SRT a été dévoilée au Salon de l'automobile de New York en 2011, propulsé par un moteur V8 HEMI 392 de 6,4 litres. Le moteur 6.4l 392 Hemi est également utilisé dans d'autres véhicules du groupe Chrysler SRT. Avec ses 477 ch (350 kW), la nouvelle 300 SRT peut passer de zéro à 100 km/h en moins de 5 secondes.
En plus de l'augmentation de la puissance, la SRT reçoit des garnitures extérieures spécifiques, notamment un carénage avant inférieur, de larges pots d'échappement, de grandes jantes en aluminium de 20 pouces de 10 rayons et le retrait des garnitures chromées. La voiture reçoit également une configuration de suspension abaissée plus sportive et un ensemble de freins Brembo.
La production de la 300 SRT (ou SRT8) a été arrêtée en 2015 aux États-Unis.
En 2023, pour célébrer la fin de production de la Chrysler 300, une version limitée à 2 200 exemplaires pour les États-Unis et le Canada est présentée. Elle est équipée du V8 6,4L développant cette fois-ci 485 chevaux et 644 Nm de couple. Elle réalise le 0 à 100 km/h en 4,3 secondes.

#### Éditions spéciales
- Mopar '12 : disponible en tant que véhicule de l'année modèle 2012. Cette édition spéciale de la Chrysler 300 a été conçue par Mopar Performance pour marquer le 75e anniversaire de Mopar. Dotée d'un rapport de démultiplication de 3:91, suspension sport et insigne unique, seulement 500 modèles de la 300 Mopar Edition ont été fabriqués.
- 300S Glacier Edition : disponible à l'automne 2012 en tant que véhicule de l'année modèle 2013. Basée sur la Chrysler 300S, la Glacier Edition ajoute des détails de signature introuvables sur les autres modèles Chrysler 300.
- 300 Motown Edition : les ventes du modèle ont commencé au printemps 2013. La Motown Edition est un hommage au genre musical Motown. Les ajouts aux caractéristiques de la Chrysler 300C incluent des roues chromées spéciales, un système audio à dix haut-parleurs Beats by Dr. Dre, insignes "Motown Edition" sur les ailes avant, ainsi que 100 chansons Motown préchargées sur une clé USB[43]. Berry Gordy, Jr., le créateur du genre Motown, apparaît dans une publicité télévisée de 2012 pour la Chrysler 300 Motown Edition, faisant la promotion de sa comédie musicale et disant "C'est Motown. Et c'est ce que nous faisons". La chanson jouée dans la publicité est "Ain't No Mountain High Enough"
- John Varvatos Edition : disponible en 2013 et 2014 en version "Luxury" ou "Limited"[44]. Chaque version comportait des couleurs extérieures et de matériaux intérieurs uniques.
- 300S Alloy Edition : disponible à partir de 2016. Les caractéristiques comprennent des roues de 20" en bronze foncé (19" sur 4×4) et un badge 300S, embouts d'échappement en titane et insigne d'aile, ainsi que des accents noir brillant sur les vitres, les phares et les feux arrière.
- 300S finition d'apparence Sport : disponible à partir de 2017. La 300S équipée de la finition extérieur sport roulera sur des roues de 20 pouces, tandis que les modèles à traction intégrale comporteront des roues de 19 pouces. À l'intérieur, la finition d'apparence sport ajoute des sièges de performance en cuir perforé avec des traversins en daim et de nouveaux accents et matériaux intérieurs.
- 300C 2023 : Afin de commémorer la fin de la production en 2023, Chrysler présenta une édition spéciale du modèle. Cette dernière version est équipée du moteur V8 6.4L équipant la SRT, mais développant cette fois-ci 485 chevaux. Un badge spécifique est placé sur la calandre pour distinguer le modèle. Ce dernier est aussi équipé d'étriers de frein Brembo[45].

300S Turbine
|                                                      |
| La 300S Turbine à sa présentation à Détroit en 2013. |

|                       |
| Trois quarts arrière. |

|               |
| Vue latérale. |

Au salon de l'automobile de Détroit en 2013, Chrysler présente une 300S rendant hommage à la Chrysler Turbine de 1954. Elle reprend ainsi les couleurs de son ancêtre, c'est-à-dire une teinte bi-ton bronze et noire, une calandre sur-chromée et des jantes de 22 pouces rappelant le motif de la turbine,.

### Groupe motopropulseur
Les moteurs de 2,7 et 3,5 litres des prédécesseurs ont été remplacés par le nouveau moteur V6 Pentastar Chrysler de 3,6 litres produisant 292 ch (218 kW) et 353 N m de couple. Le moteur V8 HEMI de 5,7 litres est resté disponible avec 363 ch (271 kW). Un V6 turbodiesel VM Motori de 3,0 litres est également disponible en Europe et en Australie. À partir de l'année modèle 2012, tous les modèles V6 sont équipés de la transmission automatique Chrysler TorqueFlite 845RE à 8 vitesses, sous licence ZF Friedrichshafen.

### Changements intérieurs
Les modifications intérieures comprenaient un tableau de bord révisé avec des matériaux "doux au toucher" localisés, système Uconnect Touch de 21 cm, nouveau volant et nouvelle console centrale et sièges en cuir standard à tous les niveaux de finition. Les coussins gonflables latéraux montés sur les sièges et les coussins gonflables rideaux étaient de série.

### Version reliftée de 2015
En novembre 2014, la Chrysler 300 est restylée et présentée au Salon de l'automobile de Los Angeles. Elle obtient une calandre plus grande avec grille nid d'abeille chromée où le logo migre au centre. Le bouclier inférieur est aussi légèrement retouché et inspiré de la Chrysler 200. Les feux arrière sont maintenant dotés de LED et le pare-chocs arrière intègre de nouveaux canules d'échappement trapézoïdales. À l'intérieur, la Chrysler 300 reçoit un nouveau volant, un nouveau tableau de bord et un plus grand écran tactile de 21 cm affichant et gérant le système d'info-divertissement Uconnect.
Les changements incluent :
- Régulateur de vitesse adaptatif à pleine vitesse avec freinage actif
- Forward Collision Warning (FCW) à pleine vitesse avec freinage actif
- Avertissement de sortie de voie avec assistance au maintien dans la voie
- Systèmes Uconnect: streaming audio Bluetooth, commande vocale Uconnect et Bluetooth (avec Uconnect Access). Le système 8.4AN ajoute la navigation, avec des graphiques 3D couleur et une radio HD
- Combiné d'instruments électroniques DID (Driver Information Display) personnalisable de 18 cm
- Boîte automatique TorqueFlite à huit rapports de série avec changement de vitesse rotatif
- Carénage avant et arrière redessiné
- Nouvelle calandre chromée en maille noire et argent

### Commercialisation
Dans le cadre de la campagne publicitaire de la Chrysler 300 de 2011, trois publicités télévisées ont été produites. Dans "Homecoming", le joueur de ligne défensive des Lions de Detroit, Ndamukong Suh, traverse sa ville natale pluvieuse de Portland, Oregon, dans sa nouvelle Chrysler 300 de 2011, retraçant ses modestes débuts. "Attitude" mettait en vedette John Varvatos en quête d'inspiration dans un magasin de disques à Brooklyn et enregistrer sous son bras et dans sa Chrysler 300. Dans "Good Things", Dr Dre conduisait dans les rues de Los Angeles à bord d'une Chrysler 300 de 2012 équipée de Beats by Dre.
La publicité télévisée See It Through mettait en vedette la Chrysler 300 et des habitants de Detroit, dont l'ancien joueur des Lions de Detroit, Ndamukong Suh, et un poème écrit en 1917 par Edgar Guest intitulé See It Through.
Stellantis a dévoilé au Salon de l’auto de Detroit 2023, le dernier modèle qui sera proposé dans une version SRT, avec un moteur V8 392 de 6,4 litres, seulement 2 000 exemplaires seront vendus aux États-Unis, 200 au Canada.
Le dernier exemplaire de la 300 sort des chaines de montage le 20 décembre 2023

## Concept cars
- En 2000, Chrysler a présenté la 300 HEMI C[53], un cabriolet 2 + 2 propulsé par le nouveau moteur HEMI de 5,7 litres avec 353 ch (263 kW) et 479 N m de couple. Elle avait une traction arrière et une transmission automatique à quatre vitesses. Elle était capable de faire le 0 à 97 km/h en moins de 6 secondes.
- En 1991, Chrysler a présenté une 300 concept inspirée de la Monteverdi High Speed[54], en utilisant le moteur de la Dodge Viper. Elle a été inspirée par une berline de construction suisse des années 1970 propulsée par Chrysler.

## Ventes Chrysler 300 C(2egénération)
La Chrysler 300 C 2e génération, lancée en 2011, a été commercialisée sous la marque Chrysler sauf en Europe où, conformément aux accords conclus par FIAT avec les autorités américaines, elle était renommée Lancia Thema II et distribuée par le réseau FIAT-Lancia sauf en Grande-Bretagne et en Irlande. La marque Chrysler a appartenu à plusieurs groupes :
- DaimlerChrysler (2004–2007)
- Chrysler LLC (2007–2009)
- Fiat Chrysler Group LLC (2009–2014)
- FCA US LLC (2014–2021)
- Stellantis North America (2021–2023)

| Année civile   | États-Unis | Canada    | Europe,   | Mexique   | Australie | Lancia Thema II, |
| -------------- | ---------- | --------- | --------- | --------- | --------- | ---------------- |
| 2004           | 112 930    | 10 048    | 2 460     |           |           |                  |
| 2005           | 144 048    | 14 654    | 5 520     | 1 001     | 363       |                  |
| 2006           | 143 647    | 13 316    | 14 186    | 1 024     | 1 864     |                  |
| 2007           | 120 636    | 10 021    | 13 463    | 660       | 1 645     |                  |
| 2008           | 62 352     | 7 443     | 7 244     | 412       | 1 087     |                  |
| 2009           | 38 606     | 5 234     | 3 428     | 200       | 822       |                  |
| 2010           | 37 116     | 4 180     | 3 507     | 218       | 874       |                  |
| 2011           | 36 285     | 3 045     | 504       | 308       | 360       | 699              |
| 2012           | 70 747     | 5 760     | 292       | 293       | 1 206     | 1 729            |
| 2013           | 57 724     | 5 375     | 221       | 157       | 2 508     | 2 236            |
| 2014           | 53 382     | 4 117     | 88        | 116       | 1 580     | 392              |
| 2015           | 53 109     | 4 443     | 10        | 139       | 880       | 28               |
| 2016           | 53 241     | 3 662     | 6         | 87        | 460       | 19               |
| 2017           | 51 237     | 4 332     | 8         | 77        | 257       |                  |
| 2018           | 46 593     | 3 512     | 6         | 39        | 250       |                  |
| 2019           | 29 213     | 1 949     |           | 5         | 292       |                  |
| 2020           | 16 553     | 447       |           | 5         | 292       |                  |
| 2021           | 16 662     | 795       |           |           |           |                  |
| 2022           | 14 087     | 2 306     |           |           |           |                  |
| 2023           | 13 169     | 1 522     |           |           |           |                  |
| 2024           | 5 297      | 265       |           |           |           |                  |
| 2025           | 341        |           |           |           |           |                  |
| Ventes totales | 1 176 752  | 106 426   | 50 943    | 4 741     | 14 666    | 5 103            |
| Total général  | 1 358 631  | 1 358 631 | 1 358 631 | 1 358 631 | 1 358 631 | 1 358 631        |

- Nota : La production de la Chrysler 300 C s'est arrêtée le 8 décembre 2023. Les ventes se sont poursuivies jusqu'à épuisement des stocks en 2025.

## Culture populaire
- Dans la série Desperate Housewives, Bree Van de Kamp possède une 300C de première génération.
- Dans la série Breaking Bad, Walter White conduit une 300 SRT8 de seconde génération, après avoir revendu sa Pontiac Aztek.
- La 300 (dans sa déclinaison "S") est la voiture du lieutenant Wes Mitchell dans la série Wes et Travis à partir du 2e épisode après l'accident eu avec son Range Rover HSE.